# 乌尔西诺城堡

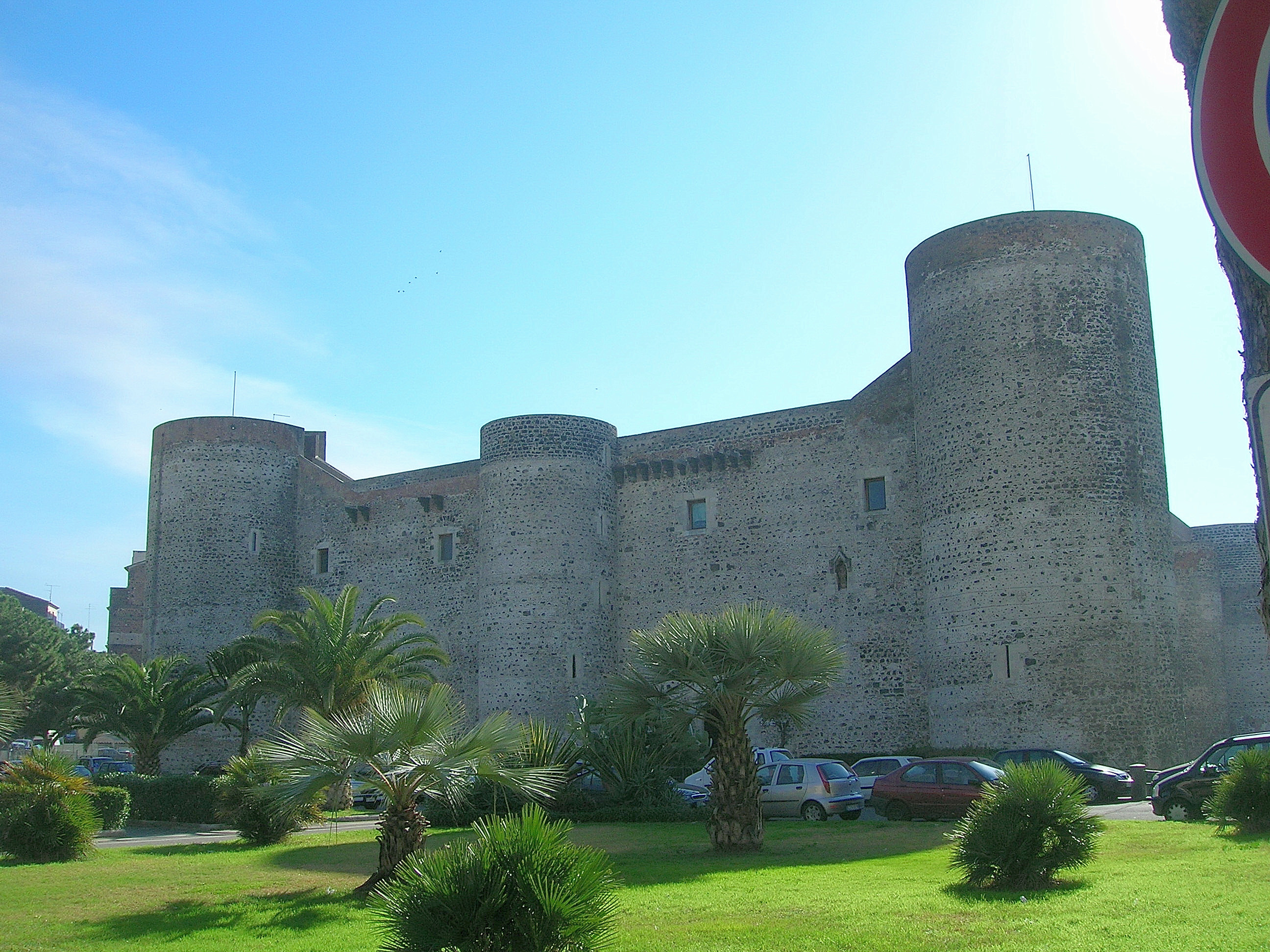
乌尔西诺城堡

乌尔西诺城堡（Castello Ursino）位于意大利西西里卡塔尼亚。

## 历史

平面图

乌尔西诺城堡建于约1239年至1250年，作为皇帝腓特烈二世的王室城堡之一，结束了古列尔莫二世驾崩后西西里岛的一段动荡时期。为对付试图独立的地方领主，腓特烈二世于1220年下令破坏在西西里岛所有非皇家城堡，并建造乌尔西诺城堡以巩固王权以及加强首都的防御，当时认为是坚不可摧的。
1295年，在西西里晚祷期间，西西里国会宣布废黜阿拉贡的詹姆斯二世，以腓特烈三世取代他，在这里举行。次年它被安茹的罗伯特征服，但后来又回到阿拉贡的手中。
国王腓特烈三世以及他的继任彼得二世、路易、腓特烈四世、玛丽亚和马丁一世都居住在这座城堡。
在首都迁离卡塔尼亚以及重武器出现后，城堡失去其军事作用，被用作监狱。它是在1693年西西里岛地震中卡塔尼亚的少数幸存建筑之一。城堡为长方形平面，每个角有一个巨大的圆塔，以及一个露天的内院。
在城堡初建时，是在一个临海的悬崖上，但由于火山爆发和地震的结果，现在已经距离大海有数公里。昔日的护城河在17世纪被埃特纳火山喷发的熔岩填塞。它现在位于一个典型的卡塔尼亚广场，由街道和商店环绕。
今天，城堡内设有卡塔尼亚公民博物馆和当地艺术画廊。在馆内展出的西西里岛各历史时期的文物和艺术品来自城堡以及更大的地理区域。